# Saumur brut
Le saumur brut est un vin mousseux du vignoble de la vallée de la Loire.
Il s'agit d'un des produits vendus sous l'appellation saumur, ce dernier nom pouvant être complété de la mention « brut ». L'aire représente 1 400 hectares avec comme cépage principal le chenin B, le sauvignon B et le cabernet franc N. Il est produit en blanc de blancs et en rosés.

## Histoire

### Antiquité
C'est au IVe siècle que la vigne se propage sous l'impulsion de saint Martin et ses disciples.

### Moyen Âge
Au Xe siècle, grâce au développement des voies de communication, les vignobles de la Loire et donc de Saumur se développent. Lorsque Henri II, comte d'Anjou, accède au trône d'Angleterre en 1154, le vignoble angevin connaît un véritable essor. Du Moyen Âge au XVe siècle, le vignoble de Saumur est en pleine expansion de par l'action de la bourgeoisie. À partir du XIIe siècle, Saumur devient une importante place de négoce des vins.

### Période contemporaine
À partir de 1789, la Révolution française a des effets dévastateurs sur le vignoble angevin, à travers les guerres de Vendée. La crise du phylloxera touche durement le vignoble à la fin du XIXe siècle. Création de l'AOC en 1957. Apparition de l'enjambeur dans les années 1960-70 qui remplace le cheval. Les techniques en viticulture et œnologie ont bien évolué depuis ces années (vendange en vert, table de triage, cuve en inox, pressoir électrique puis pneumatique, etc.).

## Étymologie
Le nom vient du préceltique Sala, « le terrain marécageux » et de murus, « le fortin », selon les linguistes de l'école de Dauzat. Le mot apparaît en 958, date qui marque le début de l'histoire de Saumur. Une autre acception donne pour étymologie l'expression latin le Salvus murus, le « mur du salut ».

## Situation géographique
Cette AOC est présente dans 67 communes du Maine-et-Loire, 17 communes des Deux-Sèvres et 8 communes de la Vienne. 

### Géologie et orographie
Les terrains ont pour particularité d'être sédimentaires, avec des terres blanches de craie tuffeau, siliceux, sableux, argileux avec des schistes (de l'Anjou noir).

### Climatologie
Climat tempéré qui est d'influence océanique. Température et précipitations d'Angers et Tours car cette AOC est située entre ces deux villes :
Pour la ville d'Angers (alt. 64 m), les valeurs climatiques de 1947 à 2008 sont :
| Mois                                                  | Janv | Fév  | Mars | Avr  | Mai  | Juin | Juil | Août | Sept | Oct  | Nov  | Déc  | Année |
| ----------------------------------------------------- | ---- | ---- | ---- | ---- | ---- | ---- | ---- | ---- | ---- | ---- | ---- | ---- | ----- |
| Températures minimales moyennes (°C)                  | 2,1  | 2,2  | 3,9  | 5,6  | 8,9  | 11,8 | 13,6 | 13,4 | 11,3 | 8,4  | 4,6  | 2,8  | 7,4   |
| Températures moyennes (°C)                            | 5    | 5,7  | 8,2  | 10.4 | 13,9 | 16,2 | 19,2 | 19,1 | 16,5 | 12,7 | 8    | 5,6  | 11,8  |
| Températures maximales moyennes (°C)                  | 7,9  | 9,2  | 12,6 | 15,3 | 19   | 22,6 | 24,9 | 24,7 | 21,8 | 17   | 11,4 | 8,4  | 16,2  |
| Moyennes mensuelles de précipitations (mm)            | 62,1 | 50,8 | 51,7 | 44,6 | 54,4 | 41,2 | 43,8 | 44,9 | 52,2 | 59,6 | 64,5 | 63,4 | 633,4 |
| Durée mensuelle d'ensoleillement (heures/mois)        | 70   | 92   | 141  | 179  | 201  | 234  | 248  | 237  | 191  | 129  | 89   | 65   | 1877  |
| Source : Climatologie de 1947 à 2008 - Angers, France |      |      |      |      |      |      |      |      |      |      |      |      |       |

Pour la ville de Tours (alt. 108 m), les valeurs climatiques de 1965 à 1990 sont :
| Mois                                                                              | Janv | Fév  | Mars | Avr  | Mai  | Juin | Juil | Août | Sept | Oct  | Nov  | Déc  | Année |
| --------------------------------------------------------------------------------- | ---- | ---- | ---- | ---- | ---- | ---- | ---- | ---- | ---- | ---- | ---- | ---- | ----- |
| Températures minimales moyennes °C                                                | 1,6  | 2    | 3,3  | 5    | 8,4  | 11,4 | 13,1 | 12,9 | 10,8 | 7,9  | 3,8  | 2,3  | 6,9   |
| Températures moyennes °C                                                          | 4,2  | 5,1  | 7,3  | 9,6  | 13,2 | 16,5 | 18,9 | 18,6 | 16,1 | 12,3 | 7,1  | 4,8  | 11,2  |
| Températures maximales moyennes °C                                                | 6,9  | 8,2  | 11,3 | 14,3 | 18,1 | 21,7 | 24,6 | 24,3 | 21,4 | 16,7 | 10,5 | 7,4  | 15,4  |
| Moyennes mensuelles de précipitations (mm)                                        | 63,3 | 61,6 | 54,3 | 51,4 | 67,5 | 47,5 | 53   | 40,9 | 54,3 | 61   | 63   | 65,9 | 683,7 |
| Source : Archives climatologiques mensuelles - Tours Saint-Symphorien (????-1990) |      |      |      |      |      |      |      |      |      |      |      |      |       |

## Vignoble

### Présentation
La superficie de production représente 1 400 hectares et le volume de production est de 90 000 hectolitres dont 10 % de rosés.

### Encépagement
Pour les blancs de blancs la proportion du cépage chenin B, présente dans les vins, est supérieure ou égale à 60 %, pour le sauvignon B, la proportion est inférieure ou égale à 10 % et la proportion du cépage cabernet franc N, pour les vins rosés, est supérieure ou égale à 60 %.

### Méthodes culturales

#### Travail manuel
Ce travail commence par la taille. Le tirage des sarments suit la taille. Les sarments sont enlevés et peuvent être brûlés ou mis au milieu du rang pour être broyés. On passe ensuite aux réparations. Éventuellement des plantations de greffes. L'ébourgeonnage peut débuter dès que la vigne a commencé à pousser. Cette méthode permet, en partie, de réguler les rendements. Le relevage est pratiqué lorsque la vigne commence à avoir bien poussé. En général, deux à trois relevages sont pratiqués. Pour finir avec le travail manuel à la vigne, se réalise l'étape importante des vendanges.

#### Travail mécanique
L'enjambeur est d'une aide précieuse. Les différents travaux se composent du broyage des sarments ; de trou fait à la tarière, là où les pieds de vignes sont manquants ; de labourage ou griffage, réalisé dans le but d'aérer les sols et de supprimer des mauvaises herbes. De désherbage. De plusieurs traitements des vignes, réalisés dans le but de les protéger contre certaines maladies cryptogamiques (mildiou, oïdium, pourriture grise, etc.). De plusieurs rognages consistant à reciper ou couper les branches de vignes (rameaux) qui dépassent du système de palissage. Des vendanges mécaniques se réalisant avec une machine à vendanger ou une tête de récolte montée sur un enjambeur.

### Rendements
Les rendements sont de l'ordre de 67 hectolitres par hectare pour le rendement de base et de 76 hectolitres par hectare pour le rendement butoir.

## Vins

### Titres alcoométriques volumique minimal et maximal
Le titre alcoométrique volumique minimal est de 9,5 % volume et le maximal se situe à 13 % volume.

### Vinification en vin effervescent

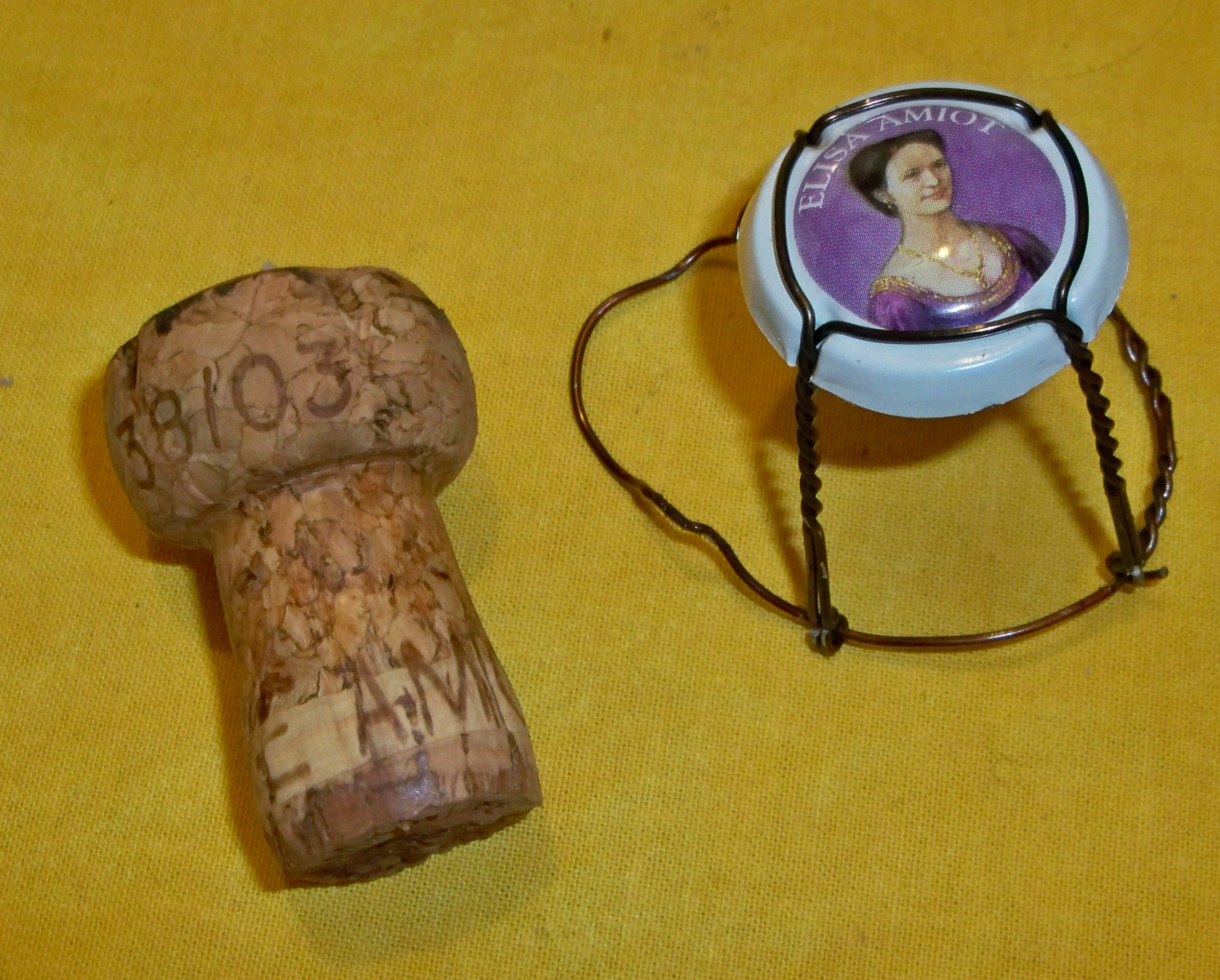
Muselet, capsule et bouchon pour le saumur brut

La récolte du raisin se fait en caisse percée, puis un tri de la récolte est réalisé. La vendange passe ensuite au pressurage ; lorsque le jus est en cuve, un débourbage est pratiqué. La fermentation alcoolique s'effectue après avec la même vinification qu'en blanc. La fermentation malolactique se passe après avec l'élevage du vin blanc (en cuve). À la fin de l'élevage, la champagnisation se déroule avec l'ajout de liqueur de tirage, puis la prise de mousse avec le remuage. Une fois cette fermentation en bouteille faite, le dégorgement est effectué, suivi du dosage avec l'ajout de liqueur de dosage et le bouchage juste après.

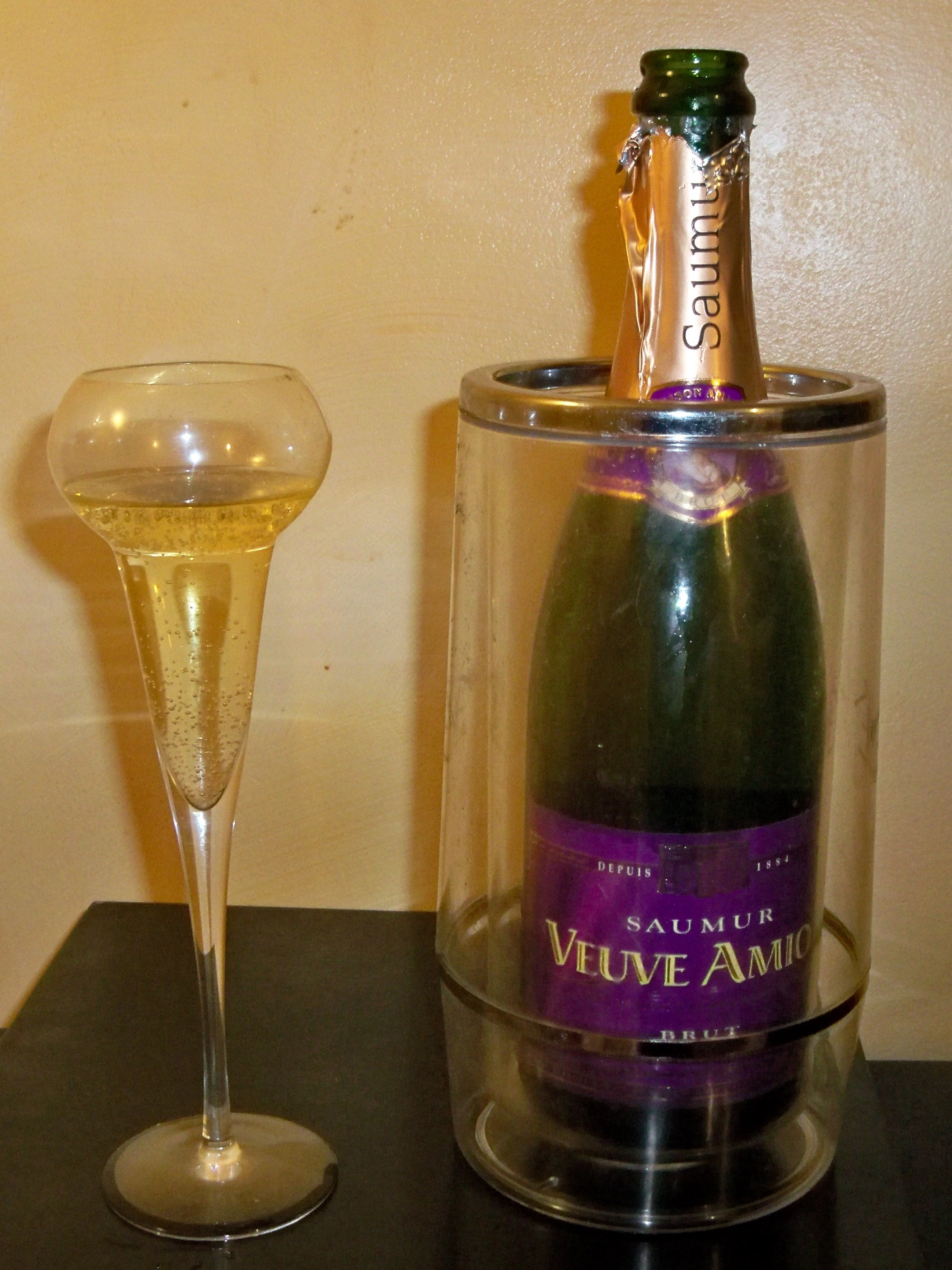
Bouteille avec verre de Saumur brut

### Terroir et vins
Les sols de craiz de tuffeau, argileux, siliceux, sableux avec des schistes donnent des vins effervescent ayant pour particularités une robe cristalline, claire, avec des reflets qui tendent du gris au jaune paille avec des nuances dorées. La robe pour les rosés va du saumoné à la couleur cerise.
Arômes de fruits blancs, de mélisse, d'amande, de noisette et vanillé pour les bruts... Arômes de petits fruits rouges pour les rosés.
Les bulles sont fines, la bouche élégante et fraîche pour les bruts, plus douce pour les demi-secs et légèrement tannique pour les rosés.

### Gastronomie, garde et température de service
Les vins effervescent de cette AOC vont bien en apéritif et accompagnent des crustacés, des fruits de mer, des gâteaux, des poissons qui peuvent être en sauce, grillés ou rôtis, des 
viandes blanches et des volailles et se servent entre 6 et 8 degrés. La durée de garde va de 1 à 3 ans.

## Économie

### Commercialisation
La commercialisation de cette appellation se fait par divers canaux de vente : dans les caveaux du viticulteur, dans les salons des vins (vignerons indépendants, etc.), dans les foires gastronomiques, par exportation, dans les cafés-hôtels-restaurants (C.H.R.), dans les grandes et moyennes surfaces (G.M.S.).

### Structure des exploitations
Il existe des domaines de tailles différentes. Ces domaines mettent tout ou une partie de leurs propres vins en bouteilles et s'occupent aussi de le vendre. Les autres, ainsi que ceux qui ne vendent pas tous leurs vins en bouteilles, les vendent aux maisons de négoce.
Les caves coopératives et leurs apporteurs sont des vignerons. Ces derniers peuvent leur amener leurs récoltes, ou bien la cave coopérative vendange elle-même (machine à vendanger en général). 
Les maisons de négoce achètent leurs vins, en général, en vin fait (vin fini) mais parfois en raisin ou en moût. Elles achètent aux domaines et passent par un courtier en vin qui sert d'intermédiaire moyennant une commission de l'ordre de 2 % à la charge de l'acheteur.

### Listes des producteurs
Il y a 435 viticulteurs dont 183 qui vinifient leurs vins avec 167 domaines, 4 caves coopératives et 12 maisons de négoce.